# شاتلی، سافک
شاتلی (به انگلیسی: Shotley) یک روستا و محله مدنی در بریتانیا است که در Babergh واقع شده‌است. شاتلی ۲٬۳۴۲ نفر جمعیت دارد.